# فوينكالينتي دي لا بالما
بلدية فوينكالينتي دي لا بالما (بالإسبانية: Fuencaliente de La Palma) هي بلدية تقع في مقاطعة سانتا كروث دي تينيريفه التابعة لمنطقة جزر الكناري جنوب غرب إسبانيا.

## الديموغرافيا
بلغ عدد سكان بلدية فوينكالينتي دي لا بالما 1.905 نسمة عام 2011 (وفقاً للمعهد الوطني للإحصاء الإسباني).
| 1.735 | 1.767 | 1.801 | 1.913 | 1.964 | 1.935 | 1.905 |